# Берёзовский (Иркутская область)
Берёзовский — посёлок в Куйтунском районе Иркутской области России. Входит в состав Андрюшинского муниципального образования.

## География
Находится примерно в 25 км к востоку от районного центра.

## История
Поселок Берёзовский был образован из шестого отделения совхоза «Харикский» посёлок Берёзовка. На момент образования в поселении было порядка 15 домов, склад, конюшня, мастерские, как и в каждом отделении этого поселка. В 1944 году в Берёзовский привозят первых заключенных, которые живут здесь вплоть до перевода в 1929 году в Тайшет. 
В 1950-х года поселяют репрессированных украинцев, которых начали реабилитировать только в 1958-1959 годах. В 1959 году в поселке были построены школа и клуб. 
Из-за нерентабельности в 1960-м году жители деревни Мулзаник стали переезжать в Берёзовский. 
В начале 1960-х годов Берёзовка входило в состав Барлукского совхоза, как отделение №6, к началу 1970-х его переводят из Барлукского совхоза во вновь организованный Андрюшинский з/с уже отделением №4.В 1985 году открывается библиотека. 

## Население
| 2002 | 2010 | 2011 | 2012 |
| ---- | ---- | ---- | ---- |
| 298  | ↘199 | ↘198 | ↘195 |

По данным Всероссийской переписи, в 2010 году в посёлке проживало 199 человек (103 мужчины и 96 женщин).